# Giuseppe Allievo
Giuseppe Allievo (San Germano Vercellese, 14 settembre 1830 – Torino, 24 giugno 1913) è stato un filosofo e pedagogista italiano.

## Biografia
Frequentò la facoltà di filosofia dell'università di Torino e seguì l'insegnamento di Giovanni Antonio Rayneri (1810-1867), sacerdote e filosofo di matrice rosminiana.
Laureatosi il 18 luglio 1853 insegnò pedagogia a Novara (1853), a Domodossola (1854), dove conobbe Rosmini, e a Ivrea (1855 e 1856) e nel Collegio di Ceva. A Domodossola pubblicò i suoi primi saggi e scrisse articoli per la Rivista contemporanea di Luigi Chiala.
Arrivò alla cattedra di pedagogia a Torino (1869). Cattolico spiritualista, fu propugnatore del cosiddetto sintesismo degli esseri, principio secondo il quale «nessuna parte di un ente può sussistere divisa dal tutto dell'ente stesso, e nessun essere può sussistere né operare diviso dagli enti che costituiscono l'universo».
Il 13 gennaio 1895 divenne socio dell'Accademia delle scienze di Torino.

## Pensiero
Critico dell'hegelismo, soprattutto per motivi religiosi, Allievo sosteneva doversi rifare alla tradizione filosofica spiritualista italiana per combattere sia la dottrina hegeliana che quella positivista che nella pedagogia si stava in quegli anni diffondendo in Italia.
Rimase fino al 1912 nell'Università di Torino insegnando pedagogia e dedicandosi a ricerche di antropologia e pedagogia. Fu autore anche di un'opera di vaste proporzioni dedicata a Il problema metafisico studiato nella storia della filosofia, dalla scuola ionica a Giordano Bruno (Torino 1877).

## Opere principali
- Saggi filosofici (1866)
- Il problema metafisico studiato nella storia della filosofia (1877)
- Studi antropologici:l'uomo e il cosmo (1891)
- Studi pedagogici (1892)
- Attinenze tra l'antropologia e la pedagogia (1896)
- Esame dell'hegelianesimo (1896)
- Il ritorno al principio della personalità (1904)